# Кимерництал
Кимерництал (њем. Kümmernitztal) општина је у њемачкој савезној држави Бранденбург. Једно је од 26 општинских средишта округа Пригниц. Према процјени из 2010. у општини је живјело 378 становника. Посједује регионалну шифру (AGS) 12070222.

## Географски и демографски подаци
Кимерництал се налази у савезној држави Бранденбург у округу Пригниц. Општина се налази на надморској висини од 81 метра. Површина општине износи 20,2 km². У самом мјесту је, према процјени из 2010. године, живјело 378 становника. Просјечна густина становништва износи 19 становника/km².